# Pedro Ruminot
Pedro Humberto Ruminot Araneda (Santiago, 4 de febrero de 1981) es un comediante y guionista chileno. Fue integrante del El club de la comedia desde 2007 hasta 2013, siendo director general entre 2011 y 2013. Actualmente se dedica al stand-up comedy y participa en el podcast Hablemos de comedia.

## Estudios
Estudió comunicación audiovisual en el Instituto Arcos y en la Escuela de Cine de San Antonio de los Baños (Cuba), también estudió producción ejecutiva en la Pontificia Universidad Católica de Chile y en la actualidad[actualizar] se encuentra estudiando Derecho en la Universidad Alberto Hurtado.

## Carrera artística

### Inicios como comediante y guionista
Comenzó su carrera como guionista en algunos programas como Morandé con compañía y tuvo un paso por el canal para niños ETC TV. Paralelamente realizó un piloto para una productora Nueva Imagen llamado MalHumor donde aparecían algunos de los personajes creados por él, que posteriormente tendrían éxito en El club de la comedia como "El hombre ardiente" y "El encuestador".
En 2006 fue notero y guionista de Duro de domar, franquicia argentina producida por Pensado para TV, cuyo dueño es Diego Gvirtz; la versión chilena fue emitida por Chilevisión. En este programa realizó su personaje "El notero pobre", que llamó la atención de los medios de comunicación por su ironía y humor lastimero. También en el programa realizaba los guiones de los informes y conducía la sección "Kitsh TV" donde interpretaba el homoerótico "Ruby Carrasco". [cita requerida]
Al terminar Duro de domar comenzó a trabajar como asesor creativo de Chilevisión en espacios como REC, entre otros. En 2007 se integró a SQP, del mismo canal, para realizar una sección llamada "LSD", la cual alcanzó a emitir solo un capítulo, pues fue sacada del aire por las crueles burlas de las que fue motivo Jennifer Warner, las cuales aparecieron en la portada de Las Últimas Noticias al día siguiente. Luego de eso fue notero y panelista del programa.

### El club de la comediay proyectos paralelos
Trabajó como guionista en algunas productoras independientes y continuó con su labor como asesor de Chilevisión, bajo la cual llevó el proyecto El club de la comedia. El primer capítulo fue emitido el 27 de junio de 2007. El programa se transformó en un fenómeno de audiencia y de público en los shows en vivo. [cita requerida]
El grupo de comediantes que integraba el espacio comenzó a viajar por todo Chile presentando sus rutinas de humor. Integró el grupo «La nueva comedia chilena», grupo de comedia que integraban Fabrizio Copano, Sergio Freire y Rodrigo Salinas.  
En 2008 trabajó en el segunda temporada del programa, llamado Club de la comedia summer, la cual batió nuevamente récords de audiencia y ganó a su competencia. Paralelamente se desempeñó como guionista y ocasional panelista de la primera temporada del programa Sinvergüenza. Ese mismo año creó el podcast Vendetta Radio, programa que conducía en un comienzo junto a Daniel Aravena, al que posteriormente se sumaron Sergio Freire y Felipe Avello. La formación estable quedó compuesta por Ruminot, Avello y Freire. También condujo el pódcast Tierra 2, uno de los más descargados de Chile.[cita requerida]
En 2009 escribió las canciones del disco Alegría y subversión del grupo chileno Los Miserables. 

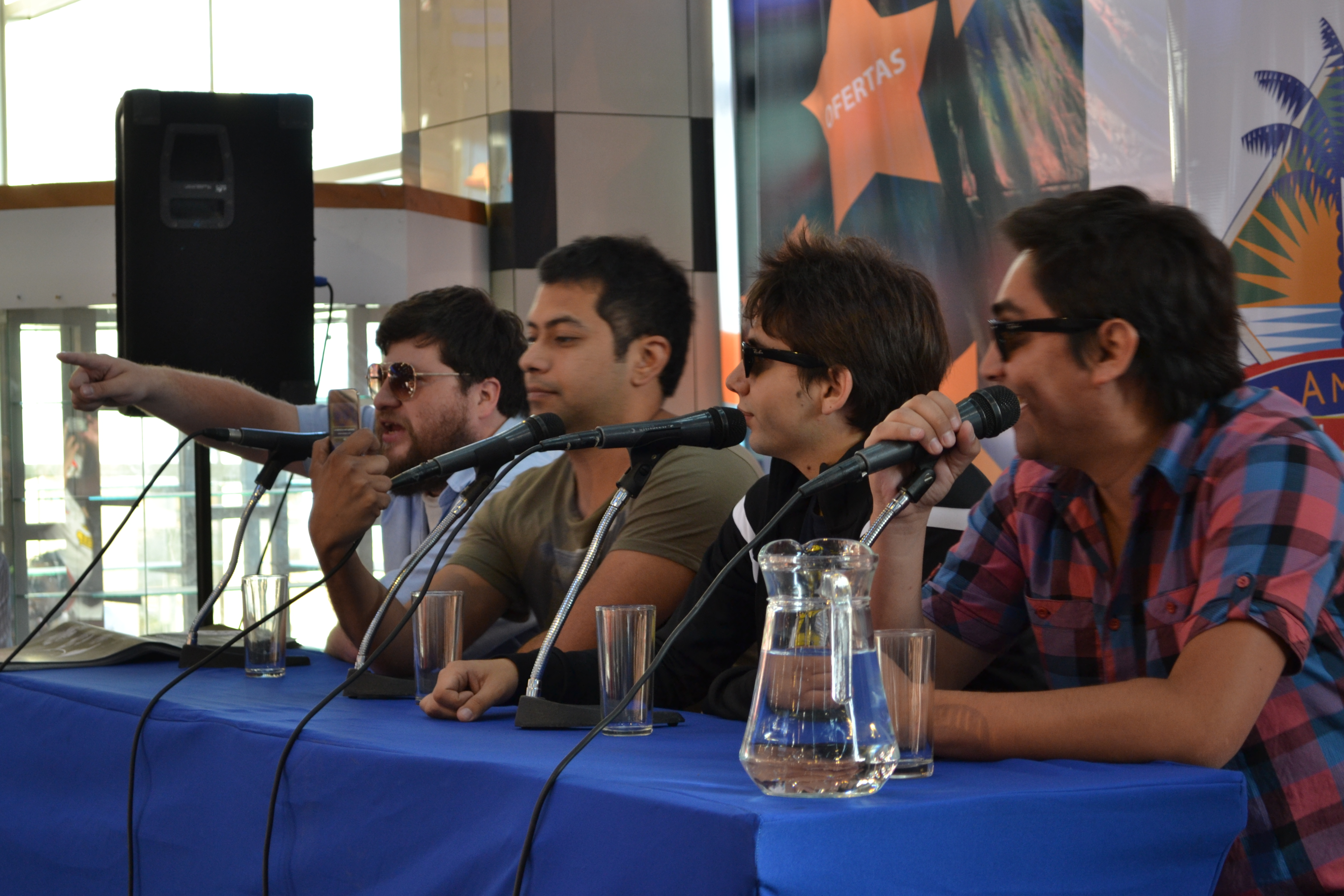
De izquierda a derecha: Rodrigo Salinas, Pedro Ruminot, Fabrizio Copano y Sergio Freire en 2011.

En 2010 interpretó a Jesús en El club de la comedia, sketch que se vio envuelto en una gran polémica, ya que el Consejo Nacional de Televisión (CNTV) formuló cargos contra el programa, ya que según el organismo «vulneraban los principios democráticos del país». Luego de meses de conflicto, el CNTV decidió no multar a Chilevisión ni al programa.
En 2011 viajó a Cuba a estudiar Guion cinematográfico en la Escuela de Cine de San Antonio de los Baños (EICTV). A su regreso a Chile realizó junto a Fabrizio Copano la "Gira Paro 2011" por distintos centros de estudios, apoyando el paro de los estudiantes universitarios. El 14 de junio de 2011 El club de la comedia estrenó su temporada 7 en Chilevisión, logrando el primer lugar del índice de audiencia. A partir de esta temporada Ruminot asumió la dirección general del programa.[cita requerida]
En 2012 estrenó una nueva temporada de El club de la comedia y en el segundo semestre debutó con El late con Fabrizio Copano, serie derivada del El club de la comedia donde además de participar con similares roles, fue director general del programa. Paralelamente comenzó la filmación de Barrio universitario la primera película que escribe y protagoniza, que fue producida por Fábula, productora nominada al Óscar por No. La película se estrenó el segundo semestre de 2013. También el 2012 fue precandidato independiente a la alcaldía de Maipú, en las elecciones municipales del 28 de octubre de 2012, candidatura que finalmente no prosperó.[cita requerida]
En 2013 se sumó como panelista de Ciudadano ADN de ADN Radio Chile. Prepara una nueva temporada de El club de la comedia y el lanzamiento de Barrio universitario. También llega con su programa Tierra 2 a Súbela Radio. Ese año comienza a trabajar como guionista de Stefan Kramer. En 2014 termina El club de la comedia y al año siguiente termina Tierra 2, luego de 69 capítulos.
Durante la pandemia, en 2020, inició junto a Jorge Zabaleta, Pancho Saavedra, Stefan Kramer y Rodrigo Barañao, sus mejores amigos, el grupo SOCIOS, con quienes crea videos de YouTube, shows en vivo, programas de televisión, entre otros. En estos espectáculos Pedro llegó a ser conocido como el “hombre de las cuñas” por su ánimo y efusividad al dar cuñas al equipo digital, llegando a dar incluso 10 cuñas al día.

### Trabajo posterior como comediante
En 2014, el canal de televisión Comedy Central Latinoamérica transmitió el programa Comedy Central Presenta: Stand-up en Chile, conducido por Nicolás Larraín y donde se mostraban las rutinas de 14 comediantes chilenos, entre ellos Ruminot.
En 2016 consiguió la gaviota de plata en el LVII Festival Internacional de la Canción de Viña del Mar. En 2017 se presentó en el Festival del Huaso de Olmué y estrenó el espectáculo Socios, junto a Felipe Avello. En octubre de 2018, presenta su nuevo espectáculo llamado Universal en el Teatro Nescafé de las Artes.
En 2020 se presentó por segunda vez en el LXI Festival Internacional de la Canción de Viña del Mar donde consiguió la Gaviota de Plata y la de Oro.
Ruminot se presentaría exitosamente por tercera vez en el LXIV Festival Internacional de la Canción de Viña del Mar, en su postergada rutina en la jornada final del 1° de marzo (originalmente debió presentarse el 25 de febrero, jornada que se postergó por la ocurrencia de un corte de suministro eléctrico a nivel nacional en Chile ese día), en la cual se llevó todos los premios, y la ovación del público, siendo el show más exitoso de ese año. Uno de los momentos más recordados de su rutina fue cuando, dentro de una dinámica hablando con el público, cambió el nombre del característico premio del certamen, la gaviota, llamándola «corneta» (vulgarismo chileno equivalente a otros como «tula» o «chota»). El chiste se extendió al punto de que, al pedirse los premios, el público de la Quinta gritó ¡corneta! pidiendo el premio para el comediante.
El éxito de la rutina motivaría a que el público pidiera posteriormente la Gaviota de Platino, pero Ruminot, agradeciendo el cariño del público, señaló de ser consciente de no merecerla, al no cumplir con los requisitos mínimos exigidos (como ser cantante, y tener una trayectoria consolidada mínima de 30 años). Pero, como parte de la humorada, Daniel Merino, director ejecutivo del Festival de Viña del Mar, le entregó como premio «la corneta de oro», que era, literalmente, un ejemplar del instrumento musical de color dorado, lo que desató la risa de los presentes. Dicha humorada habría sido una improvisación del equipo de Ruminot, siendo el instrumento propiedad del músico Hermes Quintanilla, miembro de la orquesta del festival, quien la prestó para la broma.
Actualmente (además) se desempeña como Director de relaciones públicas en Club social y deportivo Colo-Colo.

## Activismo
En 2007 se le diagnosticó cáncer al mediastino. Se sometió a un tratamiento de quimioterapia y a una operación (esternotomía). Posteriormente asumió su trabajo como «embajador» y relacionador público del Instituto Nacional del Cáncer, y como consejero de la Fundación Oncológica Dr. Caupolicán Pardo. En 2015 publicó Muerto de risa, una autobiografía focalizada en su lucha contra el cáncer.

## Vida personal
En diciembre de 2015 contrajo matrimonio con la también comediante Alison Mandel, con quien el 9 de marzo de 2020 tuvo a su tercer hijo, primero de la pareja, Baltazar Ruminot Mandel.

## Filmografía

### Televisión
- Duro de domar - Guionista y notero
- SQP - Sección LSD, Notero humorístico y panelista
- El club de la comedia -  Guionista, actor y monólogos
- El late - Dirección, guionista, producción ejecutiva, notero humorístico y actor de películas para adultos

## Locutor

### Radio
- Niu Radio, conductor de Tierra2.
- Súbela Radio, conductor de Tierra2.
- Radio ADN, panelista de Ciudadano ADN.

### Podcast
- Vendetta Radio. Conducía junto a Sergio Freire, Daniel Aravena y Felipe Avello (este último se une en el capítulo 14 como invitado, luego pasa a ser invitado permanente).
- Tierra2. Conducía junto a Felipe Avello y David Retamal (posteriormente sería emitido a través de una plataforma en línea).
- Hablemos de comedia. Conducía junto a Fabrizio Copano y Sergio Freire (posteriormente sería emitido a través de una plataforma en línea y YouTube).

## Premios
- Nominación Premios Altazor como mejor guionista (2008).
- Premio 100 jóvenes líderes por Revista El Sábado y Universidad Adolfo Ibáñez (2008).[19]
- Premio TV Grama por mejor programa humorístico 2008-2009-2010-2011.
- Gaviota de Plata (Festival de Viña 2016, 2020 y 2025).
- Gaviota de Oro (Festival de Viña 2020 y 2025).